# Palazzo Ranzini
Palazzo Ranzini è un edificio sito in via Mantegazza, angolo via Missori a Monza.

## Storia e descrizione
L'edificio fu costruito nel 1917 in un purissimo stile liberty fiorito. Le decorazioni sono infatti esclusivamente floreali, prive di elementi umani, come si possono invece osservare sul Palazzo delle Cariatidi. 

Il piano terra, previsto per delle attività commerciali, ha un semplice effetto bugnato, ma nelle arcate vi sono dei decori in ferro battuto di pregevole qualità. Si noti in particolare la scritta "Parrucchiere" in caratteri liberty. Una cornice marcapiano separa il pianterreno dal primo piano.
La facciata è riccamente decorata sia a livello dei balconi, che si alternano fra primo e scendo piano, che nei decori che separano le finestre del secondo piano. L'entrata, che si trova in via Missori, è esclusivamente pedonale e dà accesso ad un piccolo cortile interno ingentilito da un pozzo.
La casa è censita tra i Beni Culturali della Lombardia, dove è citata con il nome di "Casa Ranzini". Di fronte al palazzo si può ammirare Palazzo Calloni, un edificio neoclassico anch'esso elencato nei Beni Culturali della Lombardia